# PetroDar
PetroDar Operating Company Ltd ist ein Konsortium von Firmen die Erdöl-Exploration und -Produktion betreiben und im Sudan aktiv sind. Das Hauptquartier befindet sich in Khartum. Das Konsortium wurde am 31. Oktober 2001 auf den Virgin Islands als Firma eingetragen.
Die Anteile von PetroDar werden von der China National Petroleum Corporation (CNPC, 41 %), Petronas (Malaysia, 40 %), Sudapet (Sudan, 8 %), SINOPEC (China, 6 %), sowie der Egypt Kuwait Holding Company durch die Subsidiarfirma Tri-Ocean Energy (Kuwait, 5 %) gehalten. Die Produktion des Konsortiums betrug bereits 2006 fast die Hälfte der Rohöl-Produktion des Sudan.
Seit 2008 engagiert sich PetroDar in der Erdöl-Exploration und -Produktion in den Blocks 3 und 7, Ölkonzessionen im Melut Basin in Südsudan.

## Melut Oil Export Pipeline
Eine weitere Unternehmung von PetroDar ist die Melut Oil Export Pipeline, oder PetroDar Pipeline. Die Pipeline verbindet die Ölfelder des Melut Basin mit den Raffinerien und dem Exportterminal in Port Sudan am Roten Meer.
Die PetroDar pipeline beginnt im Palogue Oil Field im Norden des Südsudan und verläuft über ca. 1600 km nach Port Sudan. Der Bau der Pipeline dauerte vier Jahre, es gibt sechs Pumpstationen: Palouge, Algabaleen, Wad-shalaai, Alaylafon, Jebel Umm Ali und Musmar.